# ボッチ・ボール
ボッチ・ボール (Boccie Ball) とは、リキュールをベースとするカクテルであり、冷たいタイプのロングドリンク（ロングカクテル）に分類される。なお、ボッチ（Boccie）とは、イタリア発祥の球技である。

## 標準的なレシピ
- アマレット ＝ 30ml
- オレンジ・ジュース ＝ 30ml
- 炭酸水 ＝ 適量

### 作り方
氷を入れたタンブラー（容量300ml程度）に、アマレットとオレンジ・ジュースを注ぎ、よく冷やした炭酸水でタンブラーを満たして、軽くステアすれば完成である。

### 備考
- オレンジ・ジュースは、その場でオレンジを絞ったものを使用するのがベストであるが、市販のジュースを用いても良い。
- カット・オレンジと、マラスキーノ・チェリーを飾ることもある。

## イタリアでの扱い
これはアメリカで誕生したカクテルだが、後に、アマレットの原産地であるイタリアでも飲まれるようになった。ただし、イタリアでのレシピはアマレットよりもオレンジ・ジュースの方が多い。名称もボッチ・ボールではなく、「スプラッシュ」と呼ばれている。